# Проспект Саванорю
Проспе́кт Савано́рю (Саванорю, проспект Добровольцев, лит. Savanorių prospektas; в просторечии — Краснуха) — улица в Вильнюсе. Пролегает от перекрёстка улицы Йоно Басанавичяус и Симоно Конарскё до Гарюнайского кольца.

## Характеристика
В 1840 году улица называлась Старый почтовый тракт из Ковна (пол. Stary trakt pasztowy z Kowna). В межвоенные годы называлась улицей Легионеров. После передачи Вильнюса Литве в 1939 году улица была переименована в аллею Добровольцев. После присоедининия Литвы к СССР — Красноармейская улица. В годы немецкой оккупации название аллея Добровольцев было возвращено. После войны — проспект Красной Армии. В настоящее время (с 1989 года) носит название Саванорю.